# Muzio Clementi
Muzio Filippo Vincenzo Francesco Saverio Clementi (Roma, 23 gennaio 1752 – Evesham, 10 marzo 1832) è stato un compositore, pianista, editore e costruttore di pianoforti italiano, uno dei primi ad aver scritto musica per il pianoforte moderno. È noto in particolare per la sua monumentale raccolta di studi per pianoforte, Gradus ad Parnassum. Sulla sua tomba fu incisa l'iscrizione "Padre del Pianoforte".

## Biografia

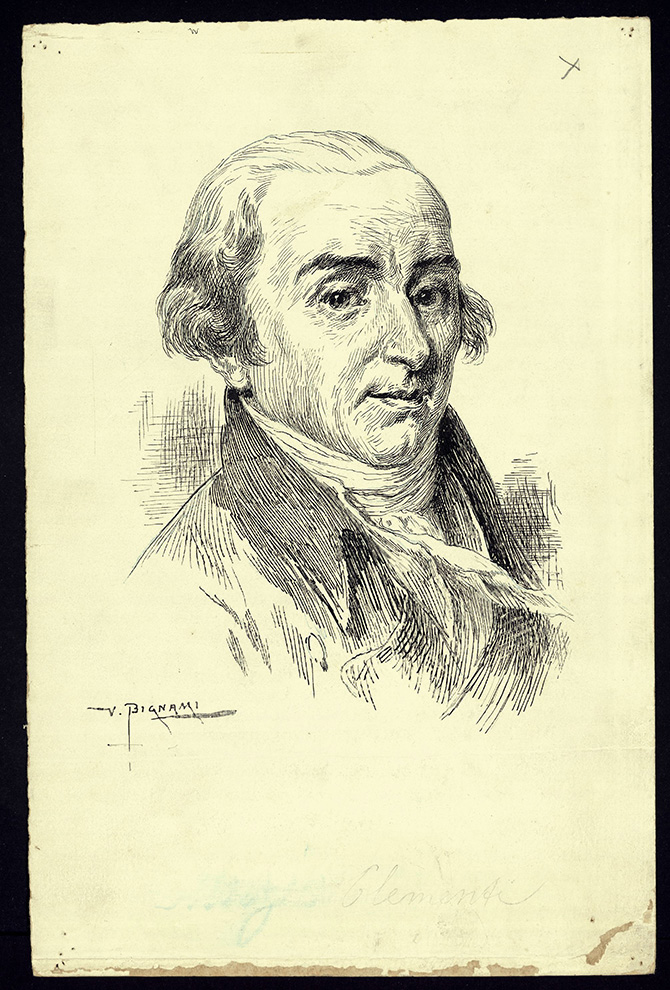
Ritratto di Muzio Clementi, compositore (1752-1832), prima del 1929.
Archivio Storico Ricordi

Nacque primo di sette figli, da Nicolò Clementi, un argentiere romano molto stimato, e Madalena Caisar, indicata negli Status animarum di S. Lorenzo in Damaso come "romana". Il suo talento musicale fu subito chiaro già dalla più tenera età: a sette anni studiava musica con ottimo profitto, tanto che a tredici era già organista di chiesa. Fu allievo di Giuseppe Santarelli, Antonio Boroni, Giovanni Battista Cordicelli e Gaetano Carpani.
Nel 1766, Sir Peter Beckford (1740-1811), un ricco inglese, cugino dell'eccentrico William Beckford, si interessò al talento musicale del giovane e raggiunse un accordo con il padre per portare Clementi nella sua tenuta di Iwerne Stepleton, a nord di Blandford Forum nel Dorset, Inghilterra — dove Beckford avrebbe provveduto a garantire la formazione musicale ed, in cambio, Clementi avrebbe fornito un intrattenimento musicale nella tenuta. Fu là che Clementi trascorse sette anni di quasi totale isolamento, immergendosi con un accanito autodidattismo nello studio della musica e nella pratica del clavicembalo e dell'organo, esercitandosi otto ore al giorno; studiò musiche di Corelli, Bach, Händel, Pasquini, Paradisi e un gran numero di toccate e sonate di Alessandro e Domenico Scarlatti; le innovative tecniche tastieristiche presenti nelle sonate del musicista napoletano influenzarono profondamente il suo futuro stile pianistico. Qui ebbe anche l'occasione di conoscere le opere di Ignazio Cirri, pubblicate a Londra, lo stile delle quali è appunto stato definito da Luigi Torchi una sorta di "transizione tra Bach e Clementi", nel senso del passaggio dal contrappunto allo stile del tardo Settecento.
Le sue composizioni di questo primo periodo sono poche e praticamente sono andate tutte perse.
Fu nel 1770 che Clementi fece la sua prima apparizione pubblica al pianoforte. L'uditorio fu entusiasta dalla sua esecuzione e ciò diede inizio alla carriera di uno dei pianisti da concerto maggiormente di successo della storia. Nel 1774, Clementi fu libero dai suoi obblighi verso Peter Beckford e si trasferì a Londra, dove tra altri impegni, fece diverse apparizioni come solista di clavicembalo in concerti per altri cantanti e svolse il ruolo di "direttore" — dalla tastiera — al King's Theatre, Haymarket nell'ultima parte della sua permanenza a Londra. La sua popolarità aumentò nel 1779 e 1780, almeno in parte grazie al successo delle Sonate op. 2, appena pubblicate. La sua fama e popolarità crebbero rapidamente, al punto da guadagnargli in molti circoli musicali la considerazione di musicista di grande talento.
Clementi iniziò nel 1781 un tour in Europa, recandosi in Francia, Germania e in Austria. A Vienna, Clementi accettò l'invito dell'imperatore Giuseppe II d'Asburgo-Lorena a partecipare a un "duello" musicale con Wolfgang Amadeus Mozart, allo scopo di intrattenere l'imperatore e i suoi ospiti. Entrambi gli artisti furono invitati ad improvvisare ed eseguire selezioni delle proprie composizioni. L'abilità di entrambi questi compositori e virtuosi fu così notevole che l'Imperatore fu costretto a dichiarare la parità.
Il 12 gennaio 1782, Mozart scrisse al padre: "Clementi suona bene, specialmente per quanto riguarda la mano destra. La sua maggiore abilità consiste nei passaggi di terze. A parte questo, egli vale, come gusto e sentimento meno di un kreuzer - in breve egli è semplicemente un tecnico". In una lettera successiva si spinse oltre dicendo "Clementi è un ciarlatano, come tutti gli italiani.". Per contro, le opinioni su Mozart che si era fatto Clementi erano tutte entusiasticamente positive.
Ma il tema principale della sonata in Si bemolle Maggiore op. 24 n. 2 di Clementi catturò l'immaginazione di Mozart, che dieci anni più tardi lo usò nella ouverture della sua opera Die Zauberflöte (Il flauto magico). Questo amareggiò Clementi al punto che ogni volta che questa sonata veniva pubblicata egli si sincerava che venisse inclusa una nota che spiegava come questa musica era stata scritta dieci anni prima de Il flauto magico di Mozart. Va tuttavia segnalato che il famoso tema ha un ulteriore precedente nella Quinta delle Sette Antifone "O", risalenti almeno al 1777, intitolata "O Oriens", di Andrea Lucchesi (1741-1801).

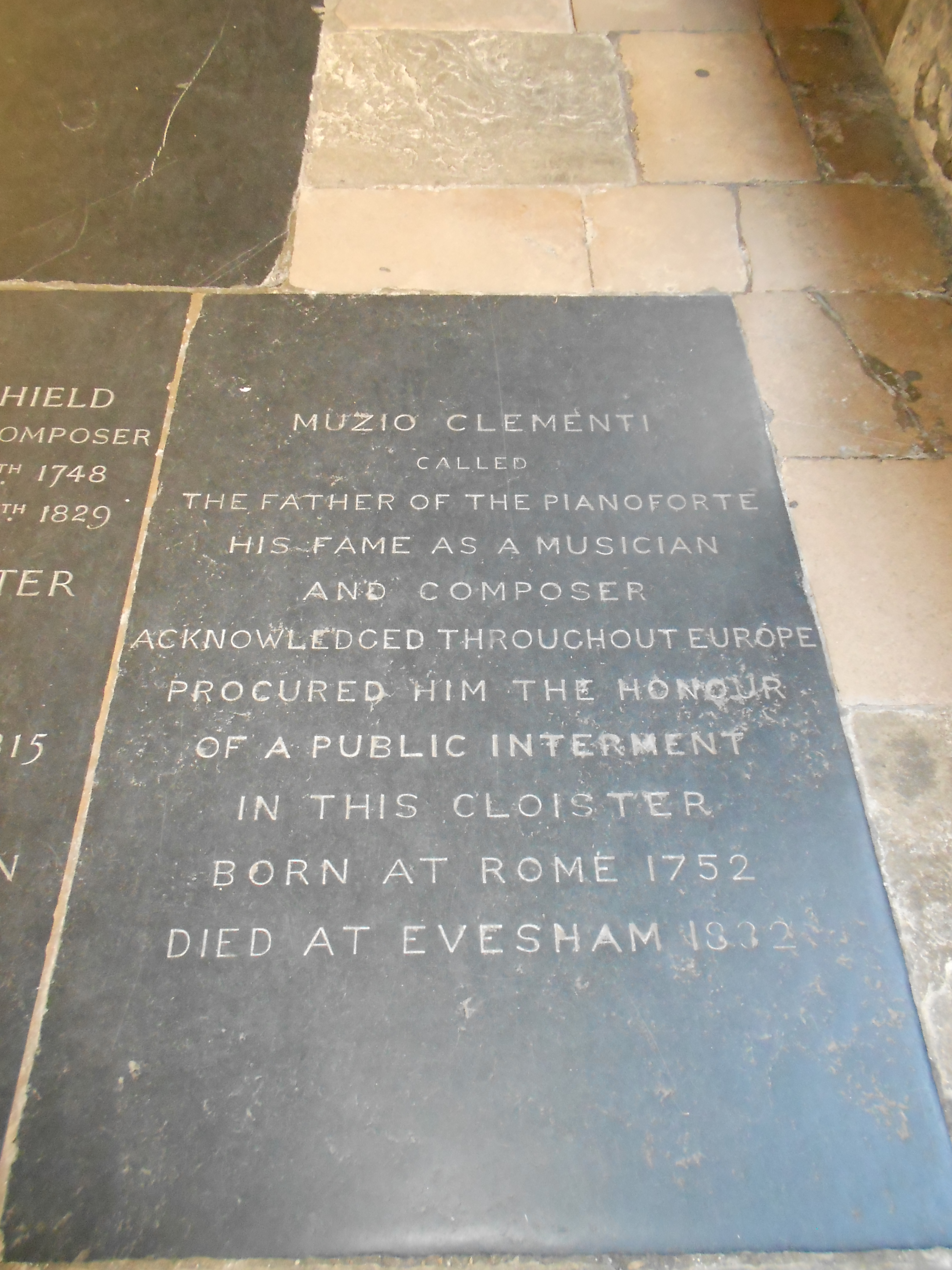
Tomba di Muzio Clementi presso l'Abbazia di Westminster

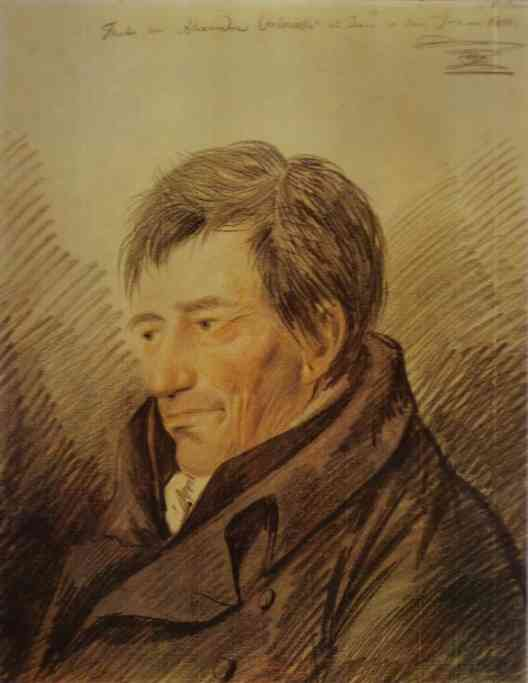
Muzio Clementi in un ritratto del 1810

A partire dal 1782, e per i venti anni successivi, Clementi soggiornò in Inghilterra suonando il pianoforte, dirigendo ed insegnando. Due suoi studenti raggiunsero una certa fama: Johann Baptist Cramer e John Field (che, a sua volta, avrebbe influenzato significativamente Fryderyk Chopin). Clementi iniziò anche a costruire pianoforti ma nel 1807 la sua fabbrica venne distrutta da un incendio.
Lo stesso anno, Clementi fece un contratto con Ludwig van Beethoven, uno dei suoi più grandi ammiratori, che gli concesse pieni diritti di pubblicazione su tutta la sua musica. Durante il soggiorno in Inghilterra conobbe e strinse amicizia con il compositore tedesco Karl Friedrich Horn, organista presso la Saint George Chapel di Windsor e fu iniziato nella Massoneria.
La statura di Clementi come editore ed interprete della musica di Beethoven non è certamente minore di quella che si è guadagnato come compositore (sebbene sia stato anche criticato per qualche licenza editoriale, ad esempio qualche "correzione" armonica ad alcune composizioni beethoveniane). Il fatto che Beethoven in tarda età cominciò a comporre (soprattutto musica da camera) in modo specifico per il mercato inglese potrebbe essere collegato col fatto che il suo editore era appunto stanziato lì. Nel 1810 Clementi concluse l'attività concertistica per dedicare tutto il suo tempo alla composizione ed alla costruzione di pianoforti. Il 24 gennaio 1813 a Londra, Clementi, insieme ad altri musicisti professionisti, fondò la "Philharmonic Society of London" che divenne nel 1912 la "Royal Philharmonic Society". Nel 1830 si trasferì fuori Lichfield e poi trascorse i suoi ultimi anni ad Evesham, dove morì all'età di ottant'anni. Fu sepolto nell'Abbazia di Westminster. Si era sposato tre volte.

## L'opera
Muzio Clementi è una figura altamente sottostimata nel mondo della musica. È ritenuto da molti studiosi sia il creatore del pianoforte moderno come strumento, sia il padre del modo moderno di suonarlo.
Clementi è universalmente conosciuto per la sua monumentale raccolta di studi per pianoforte Gradus ad Parnassum, costituita da ben cento brani di diverso stile, in cui il compositore riesce a fondere con maestria la bellezza di ogni studio con una tecnica decisamente innovativa per l'epoca; è quindi un'opera che segna il momento in cui la tecnica clavicembalistica cede davvero il passo a quella pianistica. Similmente, le sue sonate sarebbero ovunque rimaste una tappa obbligatoria per gli studenti di pianoforte, fino ad oggi. Erik Satie nel 1917 compose un'ironica parodia di una sonatina di Clementi (in particolare la sonatina Op. 36 N° 1) nella sua Sonatine bureaucratique per sottolineare l'inflazione esecutiva di questa pagina da parte di pianisti alle prime armi.
Clementi compose circa 110 sonate per pianoforte. Alcune di quelle più giovanili e facili, dopo il successo delle sue Sonatine (op. 36) furono ristampate con il nome di Sonatine e continuano ad essere nello studio del piano comuni pezzi di pratica, il cui valore artistico non sfigura certo a confronto del valore didattico. Purtroppo le sue sonate sono eseguite molto raramente in concerti pubblici, ma ne esistono interpretazioni più che autorevoli, in particolare da parte di Vladimir Horowitz. Alcune sonate, inoltre (e tra di esse innanzitutto le tre dell’op. 40 e le tre dell'op.50, fra cui l'ultima è famosa col titolo di Didone abbandonata), testimoniano la presenza nel tardo Clementi di una sensibilità ormai vicina all'estetica romantica e smentiscono lo stereotipo di un compositore scarsamente espressivo e freddamente tecnico. Celebre è anche la sonata in fa diesis minore op. 25 n.5, particolarmente vibrante e tesa in una preromantica bellezza.
Oltre al repertorio per pianoforte solo, Clementi scrisse molte altre composizioni, comprese diverse sinfonie (recentemente ricostruite), sulle quali lavorò a lungo, pur lasciandole incompiute, e che stanno gradualmente ricevendo l'attenzione della critica musicale contemporanea. Delle quattro sinfonie a noi pervenute, la quarta può essere annoverata tra le sue composizioni più notevoli.
Mentre la musica di Clementi, come si diceva, non è eseguita spesso nei concerti, stanno crescendo in popolarità le registrazioni di sue composizioni; l'opera orchestrale completa di Clementi è stata registrata da Francesco d'Avalos con la Philharmonia di Londra.
L'irriverenza di Wolfgang Amadeus Mozart verso Clementi ha condotto alcuni a chiamarli "arcirivali", ma la 'citazione' del tema principale della sonata in si bemolle nell'ouverture mozartiana non fa che confermare l'attenzione del genio austriaco nei confronti di Clementi. Se le lettere di Mozart sono piene di commenti insolenti, l'animosità non era, per quanto ne sappiamo, contraccambiata da Clementi. Peraltro, Mozart non avrebbe mai creduto che le sue lettere sarebbero diventate di pubblico dominio.
Il pianista russo Vladimir Horowitz, uno dei più grandi interpreti del Novecento, sviluppò una speciale passione per le opere di Clementi. Horowitz paragonò alcune di esse addirittura alle migliori composizioni pianistiche di Beethoven. Il restauro dell'immagine di Clementi come artista da considerarsi seriamente deve molto ai suoi sforzi.
Oltre ad Horowitz, altri pianisti si dedicarono alla rivalutazione di Clementi; in special modo gli italiani Aldo Ciccolini, Maria Tipo e Pietro Spada, oltre al grande didatta napoletano Vincenzo Vitale e alla sua Scuola pianistica. Alessandro Marangoni sta portando a termine l'incisione integrale del Gradus ad Parnassum.
Da segnalare è, inoltre, la presenza della Sonata Op.12 N.1 nel selezionato repertorio di Arturo Benedetti Michelangeli, che la propose nel 1959, in occasione del suo celebre concerto di Londra. Attualmente, grazie alla ricostruzione di strumenti d'epoca, altri strumentisti italiani - come Andrea Coen e Costantino Mastroprimiano - si stanno dedicando al recupero dell'interpretazione clementina al fortepiano.
L'essere stato coevo dei più grandi compositori per pianoforte, come Mozart e Beethoven, lo rende uno dei "minori" nella pratica concertistica, nonostante la sua posizione di riguardo nella storia della musica per pianoforte e nello sviluppo della forma musicale della sonata.
Con Decreto Ministeriale del 20 marzo 2008, gli Opera omnia del compositore Muzio Clementi sono stati promossi ad Edizione Nazionale Italiana. Il comitato scientifico dell'Edizione Nazionale è composto dagli studiosi Andrea Coen (Roma), Roberto De Caro (Bologna), Roberto Illiano (Lucca - Presidente), Leon B. Plantinga (New Haven, CT), David Rowland (Milton Keynes, UK), Luca Sala (Paris/Poitiers, Segretario Tesoriere), Massimiliano Sala (Pistoia, Vicepresidente), Rohan H. Stewart-MacDonald (Cambridge, UK), Valeria Tarsetti (Bologna), Dott. M° A. Manuel De Col (Lecco - Chemnitz, DE) in qualità di Ricostruttore Scientifico delle opere Sinfoniche.
Le Sinfonie n. 1 e n. 4 di Muzio Clementi sono state eseguite il 28 gennaio e il 2 febbraio 2014 al Mozarteum di Salisburgo (Mozarteum Orchester, dir. Ivor Bolton), prima esecuzione assoluta nell'edizione Urtext curata da A. Manuel De Col e Massimiliano Sala.